# 扶筐增一
天龍座36，又名BD+64 1252，HD 168151、SAO 17828、HR 6850，是天龍座的一颗恒星，视星等为5.03，位于銀經93.97，銀緯28.29，其B1900.0坐标为赤經18h 13m 19.2s，赤緯+64° 28.29′ 48″。